# 恋のモンマルトル
『恋のモンマルトル』（Zig-Zig）とは、1975年1月1日に公開されたフランスの映画作品。なお、原題は劇中に登場する女性歌手2人組のヒットナンバーの名前である。

## あらすじ
パリのモンマルトルのナイトクラブで発生した元大臣夫人の誘拐事件に、そのナイトクラブの踊り子2人組が巻き込まれた。

## キャスト
- マリー：カトリーヌ・ドヌーヴ（宗形智子）
- ポリーヌ：ベルナデット・ラフォン（菊地紘子）
- S・シャンドール
- ワルター：ワルテル・キアーリ（池田勝）
- ジャン：ユベール・デシャン（フランス語版）（宮川洋一）
  - 吹き替え初回放映 - 1980年7月4日 テレビ朝日『ウィークエンドシアター』